# Lego Batman 2: DC Super Heroes
Pour les articles homonymes, voir Lego Batman.
Lego Batman 2: DC Super Heroes est un jeu vidéo d'action/plates-formes développé par Traveller's Tales et édité par WB Games. Ce jeu est la suite de Lego Batman, le jeu vidéo, et est suivi de Lego Batman 3 : Au-delà de Gotham.
Il introduit d'autres personnages de l'univers DC Comics ainsi que de nouvelles fonctionnalités, dont un monde ouvert ainsi que des doublages pour les personnages Lego.
Il a été adapté au cinéma en 2013 par Jon Burton sous le nom Lego Batman, le film : Unité des super héros.

## Synopsis
Le Joker est de retour, associé à Lex Luthor, l'ennemi de Superman. Ce dernier, avec Batman et tous les autres membres de la Ligue des justiciers doivent l'arrêter car les deux criminels font du trafic de kryptonite pour affaiblir le héros et prendre Gotham City.

## Système de jeu
Le jeu introduit de nouvelles fonctions. La première nouveauté est son monde ouvert, qui permet d'explorer en profondeur le jeu, de récolter des bonus, et d’accéder à des quêtes secondaires. Il permet aussi aux joueurs de semer la pagaille dans la ville ou de participer à des compétitions. Le joueur peut utiliser des véhicules pour se déplacer.
La deuxième nouveauté est l'apport d'une voix pour les personnages, une grande première dans les jeux vidéo LEGO. Aussi, il s'agit du premier jeu Lego à introduire les check-points, permettant au joueur de reprendre un niveau à partir du dernier point de sauvegarde, bien que celui-ci nécessite l'activation manuelle d'un objet dans le niveau pour que la progression soit sauvegardée.
Les mini figurines possèdent pour la première fois la capacité de voler dans les airs. Dorénavant, les mini figurines se déverrouillent dans divers lieux éparpillés du monde ouvert, en les affrontant en tant que boss si nécessaire. Lors des missions, le placement de la caméra se fait automatiquement comme dans le jeu précédent, tandis que dans le monde ouvert, elle est placée derrière le personnage et peut pivoter librement autour de lui. Le contrôle des véhicules est également différent, avec un accélérateur, un frein et une direction séparés, au lieu de la seule direction du stick ou des touches. Le système de tenues est toujours présent et le joueur doit trouver ou construire des socles afin de pouvoir porter un nouveau costume lui permettant d'avoir certaines capacités. On peut noter l'apparition de missiles explosifs, ou encore de la tenue acrobate de Robin. La tenue chauve-souris est une combinaison des tenues planeur et sonore du premier Lego Batman.
Le mode libre permet de refaire les diverses missions avec le personnage de son choix. Le jeu peut se faire seul ou à deux.
Dans les versions DS, 3DS, et PSvita, le monde ouvert n'est pas disponible, les joueurs étant limités à la Batcave.
Dans la version Wii, les joueurs commencent dans la Batcave et peuvent en sortir en franchissant un cours d'eau, un temps de chargement apparaît ensuite. En raison des limitations techniques de la Wii, le monde ouvert est subdivisé en îles où il est nécessaire de traverser des ponts de marée pour attendre une autre île.
Pour les versions Xbox 360, PS3, Wii U, et PC, les joueurs, comme à la Wii, débutent également dans la Batcave, sans temps de chargement. Le joueur peut faire voler son personnage dans les airs. Lorsque le personnage plane, une mire apparaît et le joueur peut utiliser le stick analogique pour déplacer le personnage dans les airs.

## Musique
La musique est extraite des bandes originales des films Batman et Batman, le défi, composées par Danny Elfman, et de la bande originale de Superman composée par John Williams.